# Cyathea buennemeijerii
Cyathea buennemeijerii är en ormbunkeart som beskrevs av Cornelis Rugier Willem Karel van Alderwerelt van Rosenburgh. Cyathea buennemeijerii ingår i släktet Cyathea och familjen Cyatheaceae. Inga underarter finns listade.